# 廉政公署 (香港)
廉政公署（直译：「獨立反腐敗特派委員會」），簡稱「廉署」，香港居民一般俗稱為「老廉」、「廉記」，於1974年2月15日根據《總督特派廉政專員公署條例》（現改名為《廉政公署條例》）成立的香港獨立調查機構，1997年7月1日香港主權移交前中文名稱為總督特派廉政專員公署。機構獨立及直接向香港政府首長（香港主權移交前為香港總督，後為香港行政長官）負責的紀律部隊及執法機構，以肅貪倡廉為目標，一直以來透過執法、預防及教育「三管齊下」的策略打擊貪污。
廉政公署現僱有職員約一千四百多人，幾乎全部以約聘形式受聘，其中逾半數職員已在廉政公署服務超過十年。
廉政公署首長為「廉政專員」，屬於非公務員類別的公職人員，薪酬相等於首長級薪級第8點（政策局常任秘書長職級）。執行處首長亦兼任副廉政專員。

## 职能

### 使命宣言
廉政公署致力維護香港公平公正，安定繁榮，以執法、教育、預防三管齊下，與全體市民攜手肅貪倡廉，並推動國際合作，與各地反貪機構共同打擊貪腐。

### 專業守則
- 堅守誠信和公平的原則
- 尊重任何人的合法權利
- 不懼不偏，大公無私執行職務
- 絕對依法行事
- 不以權位謀私
- 根據實際情況嚴守保密原則
- 為自己的行為及所作的指示承擔責任
- 言行抑制而有禮
- 在個人及專業修養上力求至善

### 服務承諾
- 四十八小時內對貪污舉報作出回應。
- 兩個工作天內對非貪污性質舉報作出回應。
- 兩個工作天內對要求提供防貪意見的人士作出回應。
- 兩個工作天內對要求提供倡廉教育或資料的人士作出回應。[5]

### 舉報
居民可以親身到廉政公署24小時舉報中心或設於多個地區的辦事處，亦可透過熱線(852)2526 6366或郵遞作出舉報。由1974年至2008年年底為止，廉政公署共接獲182,378宗舉報（不包括與選舉有關的投訴），其中104,962宗與貪污有關，而在該等與貪污有關的舉報中，共有49,432宗涉及政府僱員。
廉政公署（香港）現時作出以下服務承諾：
- 48小時內對居民的貪污舉報作出回應。
- 兩個工作天內對非貪污性質舉報作出回應。
- 兩個工作天內對要求提供防貪意見、倡廉教育或資料的人士作出回應。

## 歷史

### 嚴重貪污
1960年代至1970年代，香港人口快速增加，香港經濟開始發展迅速。
面對這些轉變，港英政府既要專注維持社會秩序，同時亦積極為香港居民提供住屋及其他基本公共服務。但是，香港社會的資源因為人口不斷膨脹而未能夠趕及實際需求，從而助長了貪污的歪風。
為了維持生計及儘早獲取公共服務，普羅大眾均被習慣賄賂作為途徑，並且成為他們生活的一部分。
除了眾所周知的皇家香港警队之間的賄賂，比較具體的例子包括消防人員先收錢才開水喉滅火、救護人員先索取「茶錢」才接送病人到醫院、病人在醫院內要給工人「打賞」才可以獲得合理的服侍；此外，一般公共服務，例如輪候公營房屋和申請入讀官立學校等，也得要賄賂負責的公職人員，其申請才可獲得相應安排。
由於貪污歪風盛行，公職人員將索取「茶錢」及「利是」當作一般程序的手續費。而在港英政府各部門之中，又以皇家香港警隊的貪污情況最為嚴重：這支被形容為「世上用錢所能買到的最佳部隊」的警隊在六七暴動中立功，獲得英女王伊利沙伯二世在1969年授予皇家名銜；卻有不少警務人員收受賄賂，濫用警權苛索款項，貪斂得來大筆財富，並且包庇各種非法罪行，嚴重威脅香港治安，居民苦不堪言。

### 葛柏案
儘管香港警務處早於1952年2月就成立了「反貪污部」，專責處理香港居民對警務人員的貪污投訴，及調查內部的貪污問題。
但是鑑於內部貪污嚴重，如果對某人員作出調查，有機會連調查員自己也被揪出來。因此，警務處反貪污部的實際效用極其有限，其辦案表現也被外界譏諷為「只打蒼蠅、不打老虎」；不少警務人員亦因為各種原因，對貪污妥協，加入行賄和受賄的行列。
香港總督戴麟趾在平息六七暴動後全方位檢討社會政策，意識到貪污問題的嚴重性、以及原有《防止貪污條例》的不足，於是在1971年5月14日起實施《防止賄賂條例》，加重針對貪污的罰則、擴大懲治範圍、以及賦予反貪污部更大的權力去偵查貪污案件。
然而，其時的反貪污部仍是在皇家香港警隊體制之內，警務處「自己查自己」及「自我結案」，警隊的貪污惡習依然未有得到糾正。
儘管英國朝野日益關注香港的貪污情況，戴麟趾任內肅貪的力度始終有限；他接受英國電視台訪問，被記者問及香港的貪污問題時，更被批評為「像一根圖騰柱僵硬地坐在攝影機前，言語唐突，態度曖昧」。
1971年10月麥理浩接任香港總督，隨即著手處理貪污問題。他在肅貪倡廉方面最大的貢獻，是一手創立專門撲滅貪污罪行的「總督特派廉政專員公署」。這個於1974年設立的反貪機關獨立於其他政府部門，可避免調查工作及執法行動受到被調查的政府部門、特別是來自警隊的干擾及阻攔，而總警司葛柏貪污案為廉政公署成立的開端。

#### 葛柏貪污案
自《防止賄賂條例》生效後，警務處反貪污部在1971年開始注意到葛柏擁有大批來歷不明的財富，遂對他暗中展開調查。可是，由於證據不足，反貪污部最初的調查工作停滯不前。
在麥理浩的指示下，時任皇家警務處處長薛畿輔親自主持調查葛柏案。在1973年4月，薛畿輔接獲情報，葛柏被發現擁有的財富多達430多萬港元，相當於他在警隊任職21年來所得收入的六倍。
時任律政司何伯勵在薛畿輔要求下，也首次引用《防止賄賂條例》，於6月4日要求葛柏在10日內交代其財產來源，否則會對其作出拘捕。葛柏自知即將被拘捕，便立即申請提早多一個月，在1973年6月退休，企圖在專案組搜集到足夠證據前離開香港。
雖然警隊始終未能獲得充分證據，證明葛柏來歷不明的款項是由貪污所得。但是，薛畿輔決定先發制人，在同年5月勒令葛柏停職，接受進一步內部調查。
同年6月8日，葛柏在停職接受調查期間，運用其高級警務人員取得的進出啟德機場禁區的權力，繞過出境監察，從香港乘坐飛機，經星加坡潛逃往英國，一時間引起香港社會的譁然。
積聚已久的民怨爆發，有居民上街發起「反貪污、捉葛柏」的大遊行，要求港英政府緝拿葛柏歸案。

### 成立
為了平息民憤，總督麥理浩立於1973年6月13日會同行政局，宣佈委任最高法院高級副按察司百里渠就葛柏潛逃一事展開調查，以及就香港的貪污問題和相關法例進行研究。
百里渠在7月4日向麥理浩提交關於葛柏潛逃的報告書，是為《百里渠爵士調查委員會第一次報告書》；10月11日，他再發表《百里渠爵士調查委員會第二次報告書》，批評港英政府部門貪污問題普遍，導致居民對政府失去信心，但沒有建議需要設立獨立部門調查。
在百里渠撰寫報告期間，坊間輿論要求港英政府盡早緝拿葛柏歸案之聲不絕。可是，由於英國沒有香港《防止賄賂條例》內有關「收入與官職不相稱」的罪名，以致港英政府無法引渡葛柏返港受審，激起公眾反響。
1973年8月26日，大批學生和居民在銅鑼灣維多利亞公園舉行「反貪污，捉葛柏」集會，但是警方事後卻票控部份參與集會的人士，繼而引發更多香港居民在9月16日舉行「貪污有罪，集會無罪」的示威集會，聲援之前被檢控的集會人士，反映公眾對港英政府打擊貪污不力的不滿。
雖然百里渠發表的第二份報告書未有明確建議港英政府需要建立一個獨立的反貪部門，但麥理浩了解到由警務處反貪污部調查貪污有機制上的缺陷，無法根治貪污問題，所以早在葛柏潛逃英國不久，便著手招攬人手，籌組一個獨立於各政府部門的反貪污機構，取代在警隊架構內的反貪污部。
1973年10月17日，麥理浩在立法局宣讀任內第二份《施政報告》，正式提出設立一個直接向香港總督負責，獨立於政府架構，專責處理貪污罪行的專員公署。該公署名為總督特派廉政專員公署，邀請到前民政司姬達出任首任總督特派廉政專員，和前軍情五處和香港警隊政治部主管彭定國出任首任執行處處長。
總督特派廉政專員公署於1974年2月15日成立，隨即從警隊接手調查葛柏案及將其拘捕歸案。
在麥理浩要求下，英國政府同意只要香港方面提供葛柏有貪污的證據，便可以協助拘捕。同年4月29日，英國警方拘捕葛柏。在英國法院的引渡聆訊裁定葛柏需要接受引渡，其提出的上訴亦被駁回。
內政大臣羅伊·詹金斯在12月批出引渡令，葛柏於1975年1月7日由廉政專員公署人員押解回香港接受審判，有關行動贏得輿論普遍稱譽。葛柏最終被法庭裁定一項串謀賄賂和一項受賄罪罪名成立，判監4年及充公其中25,000港元賄款。
總督特派廉政專員公署成立初期，民眾本來沒有抱有太高的期望，缘於過去港英政府有關反貪污的行動都以失敗終結。不過，由於總督特派廉政專員公署直接向香港總督負責，並且獨立於公務員體系，以致很快就在民間建立聲譽及威信。

### 警廉衝突
在雷厲風行的行動下，廉政公署於成立首10個月，所接獲涉及貪污的投訴多達5,958宗，而且又針對油麻地果欄案等多宗涉及警隊的貪污個案展開調查，大量警務人員受到牽連或者被邀請協助調查。
廉政公署的調查行動對警隊構成沉重的壓力，不少警察索性提早退休，當中有一部份移民到與香港沒有引渡協議的國家，逃避日後的追查；個別警務人員甚至因為畏罪或者擔心被廉政公署查問而自殺，引起警隊內對廉署調查手法和作風的不滿。
1977年10月28日，數千名警務人員及家屬到香港警察總部操場集會，宣洩對廉政公署的不滿，以及要求警務處處長施禮榮主持公道，向香港總督加以反映。集會過後，數十名警務人員走到廉政公署位於金鐘夏慤道10至12號和記大廈的執行處總部大肆搗亂，又毆傷了約5名廉政公署人員。事件被形容為警廉衝突，英文輿論更指出事件是警察叛亂（Police Mutiny），一度引起公眾擔心香港治安會否出現動盪。
警廉衝突發生後，廉署內部主張繼續原有的調查工作，外間也有意見認為，如果香港總督本人是殖民地出身的官僚，大有可能拒不退讓，甚至出動駐港英軍，維持香港治安。
為了顧全大局，麥理浩經慎重考慮後決定讓步，他在1977年11月5日發出一項局部特赦令，宣佈除了已經被審問、被通緝和身在海外的人士，任何人士在1977年1月1日前干犯的貪污罪行，一律不予追究。在11月7日，他向立法局強調有關特赦令只此一次，下不為例，表明不會再作任何讓步。
同時，立法局又修改《警隊條例》，授予警務處處長權力，可以即時開除任何不服從警隊命令和違反《廉政公署條例》的警務人員。局部特赦令的頒佈是一項富爭議性的決定。一方面，絕大部份警務人員不再被追究，從而立即有效地平息警隊內的不滿情緒，而他此決定亦普遍獲得輿論的讚揚；但是另一方面，廉政公署的士氣在短期內大受打擊。
一直主張維持強硬立場的廉政專員姬達在1978年7月黯然離開廉署。雖然姬達旋即獲得麥理浩委任為布政司，但是兩人關係始終蒙上陰影。根據曾經出任麥理浩私人秘書的苗學禮憶述，頒佈局部特赦令是麥理浩任內所作最困難的決定之一，而麥理浩晚年則認為，警務人員出現不滿是可以理解的，因此局部特赦令的頒佈具一定程度的重要性。
姬達卸任廉政專員後，麥理浩在1978年7月委任了資深殖民地官員陸鼎堂接掌，設法重新整理廉政公署肅貪倡廉的形象，以及改善警廉關係。
同年12月，麥理浩設立獨立運作的廉政公署事宜投訴委員會，受理公眾有關廉政公署在行政方面的投訴，對廉政公署作出監察。
此外，廉政公署還繼續追緝在逃人士和冻结他們涉及貪污的資產，使他們不能夠返回香港和動用被凍結的資產。在眾多在逃人士當中，較知名的包括涉及賄款數以億計的呂樂、韓森、藍剛和顏雄探長等，以及香港藝人曾志偉的父親 - 前總警長曾啟榮等。

### 香港主權移交後發展
香港主權移交後，廉政專員成為了香港官員，必須由連續在港居住滿15年及沒有外國居留權之中國籍香港永久性居民出任，並需由香港行政長官提名，報請中華人民共和國國務院任命。
香港基本法第57條訂明廉政公署獨立運作，直接向行政長官負責。《總督特派廉政專員公署條例》也改名為《廉政公署條例》。
成立至2013年年底，立項共約240,000份檔案。2011年年底，因應審計報告，廉政公署於實施檔案管理強制性規定前，按照其自行制訂的檔案管理政策及程序，銷毁了共78,000份檔案，當中包括約51,000份結案業務檔案，其餘則主要為過了保存期限，而且無運作需要及歷史價值的行政檔案。
2013年，廉政公署首次在各香港大學舉辦招募講座，期望吸引人才投考。

### 獲外仿傚
廉政公署成立後，對香港社會造成深遠的影響。
廉政公署多年來致力打擊貪污，在警廉衝突後繼續扮演肅貪倡廉的角色，先後偵破了黎民祐貪污案、油麻地果欄案、香港電話職員貪污案、中華汽車有限公司員工盜竊硬幣和行賄等的大型案件，使香港成為國際透明組織認定最廉潔的地區之一。
很多其他國家或地區受到香港廉署啟發，紛紛仿傚成立反貪污部門，例如澳門廉政公署、中华民国法務部廉政署、大韩民国國家清廉委員會、新南威爾士州廉政公署及毛里求斯廉政公署等。

### 改革主张
因應梁振英涉嫌收取澳洲企業款項事件、曾蔭權涉貪案等事件，有政黨及民間聲音認為，《防止賄賂條例》及《廉政公署條例》均需要作出修訂。
2012年，民主黨向立法會政制事務委員會提交的意見書中，建議：
- 修訂《防止賄賂條例》第三條，將行政長官納入規管範圍﹔
- 行政長官接受利益的規定，應與政治問責官員和公務員所受規限一致，並將規限公務員的申報和接受利益的條文應適用於行政長官﹔
- 行政長官需公佈所有接受利益的資料，包括提供利益人士的身份、涉及利益的詳情、估計價值﹔
- 由立法會委任退休終審法院法官， 負責審批行政長官接受利益的特別許可申請。

公民黨於其發表的2018-19年度公民黨施政報告意見書中，要求修訂《防止賄賂條例》，將行政長官納入第3及第8條規管，以及修訂《廉政公署條例》，確保廉署不受干預地獨立運作。
社民連主張修改《防止賄賂條例》，將法例涵蓋行政長官。

## 歷來偵破重大案件
1. 葛柏案[30]
2. 黎民祐貪污案
3. 油麻地果欄案[30]
4. 中華巴士員工賄賂及盜竊車資案[30]
5. 佳寧集團詐騙案[30]
6. 海外信託銀行事件[30]
7. 26座問題公屋醜聞[30]
8. 香港電話公司案[30]
9. 香港聯合交易所新股上市貪污案[30]
10. 律政高官胡禮達受賄案[30]
11. 盜用信用卡資料案
12. 1998年世界盃外圍賽假球案
13. 律師林炳昌、艾勤賢及冼錦華案
14. 程介南以權謀私案
15. 產業署總產業經理岑國社以權謀私案
16. 謝霆鋒頂包案
17. 李繼雄詐騙案
18. 梁錦濠舞弊案
19. 梁廣昌詐騙案
20. 圓洲角短樁案[30]
21. 冼錦華免費嫖妓案
22. 舞影行動
23. 威遠行動 (陳志雲案)
24. 麥當勞總經理劉士盛貪污案
25. 季候風
26. 浪花行動
27. 新地風暴
28. 曾蔭權疑似瀆職事件
29. 麥齊光涉貪案
30. 2011年香港區議會選舉種票風波
31. 造馬案
32. 馬會會籍貪污案[31]
33. 考試局助理高級科目主任麥長華偷試題及評卷參考案
34. 現代教育補習名師蕭源賄賂考評局職員以獲取文憑試保密試題案

## 權力
廉政公署獲得《廉政公署條例》、《防止賄賂條例》及《選舉（舞弊及非法行為）條例》此3條條例賦予權力。
| 法例                       | 內容簡介 |
| 廉政公署條例               | - 訂明廉政專員的職責。 - 界定廉政公署調查工作的範圍、規定處理受疑人的程序及處置與罪行有關連的財產。 - 賦予廉政公署搜查、撿取證物，以及從疑犯收取非體內樣本作法證科學化驗的權力。 - 賦予廉政公署逮捕、扣留和批准保釋的權力。 - 授權廉政公署調查包括公務人員涉嫌濫用職權而觸犯的勒索罪，以及調查與貪污有關或由貪污引致的罪行。                                          |
| 防止賄賂條例               | - 授予廉政公署調查權力，例如查閱銀行帳目，扣留及審查商務和私人文件，查證企圖利用迂迴手法掩飾的財務交易，以及揭露貪污嫌疑犯所隱藏的資產。 - 廉署有權要求受疑人提供其資產、收入及支出的詳細資料。 - 賦予廉政公署扣留旅行證件和限制處置財產的權力，防止貪污分子試圖逃離香港、或設法清洗黑錢以避免法庭充公其以不正當手段歛得的財產。 - 授予廉政公署把調查資料保密的權力。 |
| 選舉（舞弊及非法行為）條例 | - 確保公共選舉得以公平、公開和誠實地進行，防止發生選舉舞弊。 - 適用於行政長官、立法會、選舉委員會界別分組、區議會、鄉議局議員、鄉事委員會主席、副主席、執行委員會委員及村代表選舉。 |

- 《廉政公署條例》（繁體中文版、简体中文版、英文版）
- 《防止賄賂條例》（繁體中文版、简体中文版、英文版）
- 《選舉（舞弊及非法行為）條例》（繁體中文版、简体中文版、英文版）

其調查對象於成立初期限制於公務員，後來擴展至公共事業機構，進而包括所有私人機構。
另外《廉政公署條例》也規定除了行政長官，廉政專員不受任何其他人指示和管轄。

## 组织机构
廉政公署首長為廉政專員，執行處首長兼任副廉政專員；自成立之始就制定了一套整體策略，透過3個部門以防止、教育及調查，三管齊下的方式執行打擊貪污。
| 部門       | 職責                                                                                                  |
| ---------- | --- |
| 執行處     | 接受居民舉報貪污 調查懷疑貪污的罪行                                                                   |
| 防止貪污處 | 審視各政府部門及公共機構的工作常規及程序，以減少可能出現貪污的情況 應私營機構的要求，提供防貪顧問服務 |
| 社區關係處 | 教導居民認識貪污的禍害，並爭取居民積極支持反貪的工作                                                  |

### 招聘
廉政公署有約1,400名人員，幾乎全部以合約形式被聘請，其中逾半人員服務了逾10年。

### 總部
| 總部         | 地址                                  |
| ------------ | ------------------------------------- |
| 第一代       | 香港島上環德輔道中173號南豐大廈       |
| 第二代       | 香港島金鐘夏愨道10號和記大廈          |
| 第二代執行處 | 香港島金鐘美利道停車場大廈            |
| 第三代       | 香港島金鐘紅棉路8號東昌大廈25樓       |
| 第四代       | 香港島北角渣華道303號廉政公署總部大樓 |

### 訓練學校
除了總部，廉政公署在屯門楊青路有訓練學校。凡加入廉政公署的人，都會在學校和總部受訓。

### 監察組織
現時廉政公署的運作由4個獨立諮詢委員會監察，委員會成員為社會知名人士，由非官方人士出任主席，4個諮詢委員會分別是：
| 諮詢委員會             | 當然委員 | 職責 |
| 貪污問題諮詢委員會     | 防止貪污諮詢委員會主席 社區關係市民諮詢委員會主席 審查貪污舉報諮詢委員會主席 行政署署長 廉政專員 廉政公署執行處首長 | - 監察廉政公署在執行職務、人手編制及行政事務上的政策，以及提供意見。 - 就廉政專員根據《廉政公署條例》第8(2)條所考慮採取的行動提供意見。 - 聽取廉政專員報告廉署對下屬採取的紀律處分。 - 審核廉政公署每年的開支預算。 - 在廉政公署年報呈交行政長官前予以審閱。 - 每年向行政長官提交委員會的工作報告，以及向行政長官反映，有關廉署運作或所面對的任何問題。 |
| 審查貪污舉報諮詢委員會 | 律政司司長或其代表 警務處處長或其代表 行政署署長或其代表 廉政專員                                                   | - 負責監察廉政公署的調查工作。 - 調查所得到的資料，向廉政專員建議那些資料應送交有關部門、公共機構、其他機構或個別人士；或在特殊情況下，如有關資料於委員會開會前因有需要而經已遞交，則委員會在其後會議中，須就該行動進行審議。 - 向行政長官反映任何值得關注的執行處運作或該委員會所面對的任何問題，並提交年報，內容須向公眾發表。                        |
| 防止貪污諮詢委員會     | 警務處處長或其代表 行政署長或其代表 廉政專員                                                                        | - 負責向廉政公署建議防貪研究的優先次序及審閱所有完成的防貪研究報告。 - 向廉政專員建議應予以審查的項目及審查的先後次序。 - 研究根據審查結果而作出的建議，並就進一步行動向廉政專員提供意見。 |
| 社區關係市民諮詢委員會 | 廉政專員 | - 負責向廉政公署建議推行倡廉教育，以及爭取社會各界支持打擊貪污。 - 聽取及要求廉政公署社區關係處報告為達致上述目標而進行的工作。 - 監察公眾對廉署工作的反應以及對貪污所持的一般態度。 |

除此之外，現時仍有其他組織負責監察廉政公署的外部及內部運作，分別是廉政公署事宜投訴委員會，以及監察廉署內部運作的L組。

### 投訴委員會
廉政公署事宜投訴委員會獨立運作於廉政公署，監察及覆檢所有涉及對廉政公署及廉政公署人員的投訴。
委員會成員由行政長官委任，主席由行政會議成員出任，其他委員包括行政會議成員、立法會議員和社會賢達。
任何居民如對廉政公署人員的行為或廉政公署的運作常規或程序有任何不滿，均可以向委員會投訴。

### 內部監察
廉政公署內部有一個調查及監察單位，名為L組。廉政公署人員如被指稱涉及貪污或相關的刑事罪行，L組均會進行調查。
有關廉政公署人員的所有刑事投訴，不論是否涉及貪污指控，均須知會律政司司長。

## 歷任專員
根據《香港基本法》規定，廉政專員是香港主要官員，由無外國居留權的中國國籍香港永久性居民出任，中華人民共和國国务院根據行政長官的提名或建議，批准任命或免職。

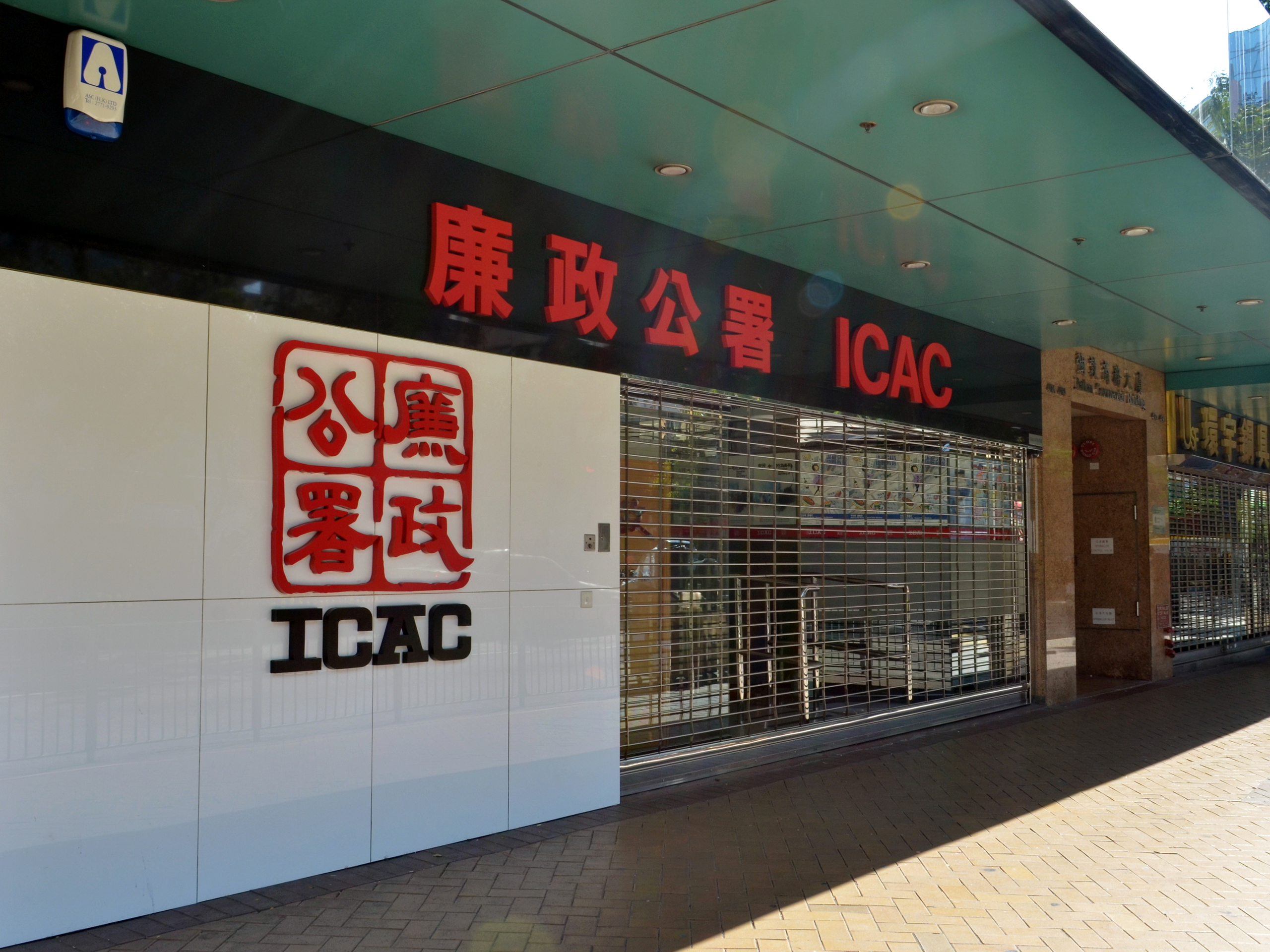
廉政公署西九龍辦事處

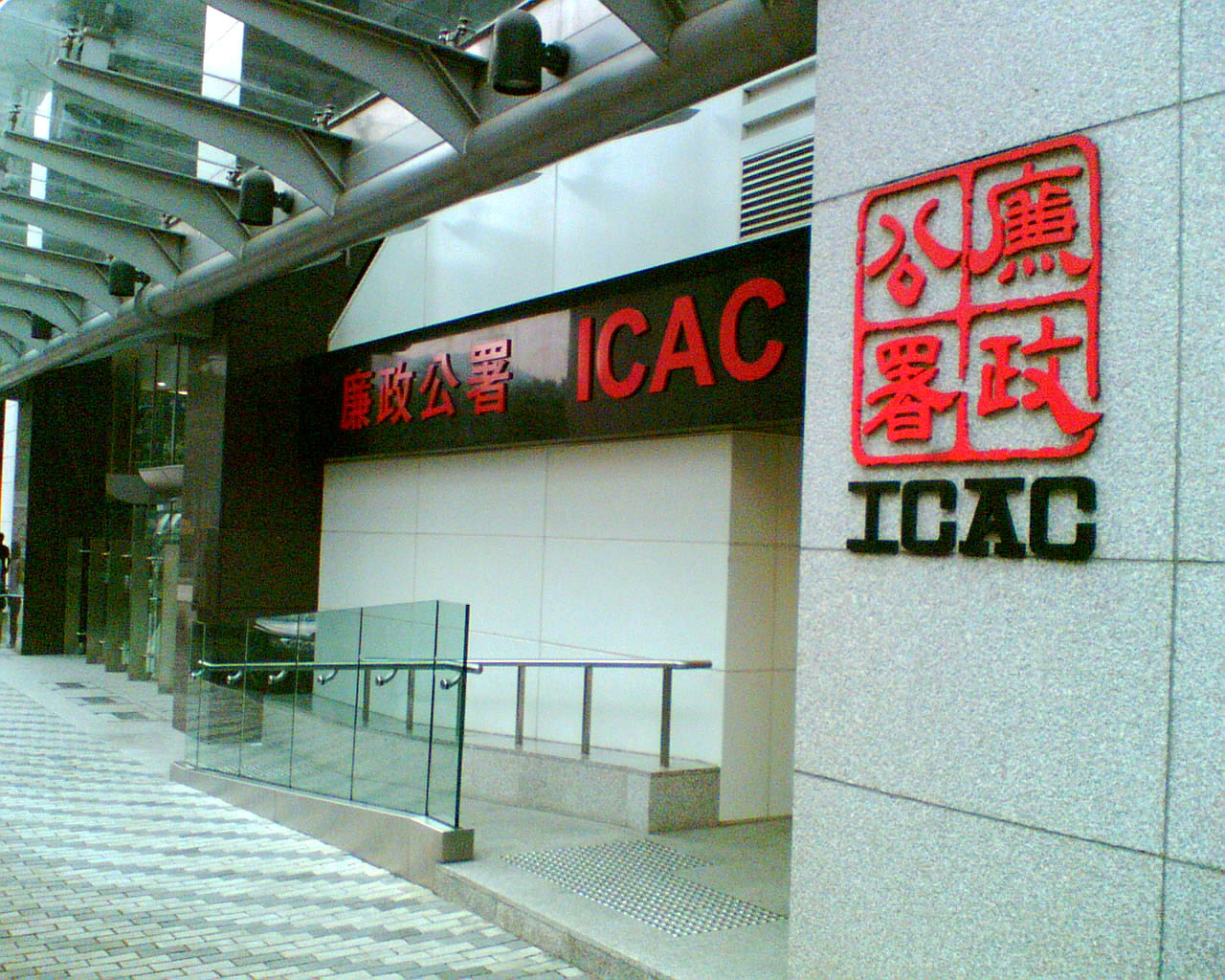
廉政公署沙田辦事處

### 英屬香港
總督特派廉政專員 （1974年2月15日－1997年6月30日）
- 姬達爵士　　（1974年2月15日－1978年7月3日）
- 陸鼎堂爵士　（1978年7月4日－1980年11月10日）
- 衛理欽　　　（1980年11月11日－1984年12月31日）
- 班乃信　　　（1985年1月1日－1988年2月28日）
- 謝法新　　　（1988年2月29日－1991年11月30日）
- 歐亮賢　　　（1991年12月1日－1992年11月28日，首位在任內離世的廉政專員）
- 施百偉　　　（1993年2月22日－1996年1月21日）
- 梁文建　　　（1996年1月22日－1997年3月31日，首位華裔廉政專員）
- 任關佩英　　（1997年4月1日－1997年6月30日，首位女性廉政專員）

### 香港
廉政專員 （1997年7月1日至今）
- 任關佩英　　（1997年7月1日－1999年7月11日）
- 黎年　　　　（1999年7月15日－2002年6月30日）
- 李少光　　　（2002年7月1日－2003年8月4日）
- 黃鴻超　　　（2003年8月25日－2006年10月30日）
- 羅范椒芬　　（2006年10月31日－2007年6月30日）
- 湯顯明　　　（2007年7月1日－2012年6月30日）
- 白韞六　　　（2012年7月1日－2022年6月30日）
- 胡英明　　  （2022年7月1日－）

## 訓練

### 入職
每位獲得聘請的新入職員工級別為助理廉政主任級或者廉政主任（乙／丙）級。
「反貪專業文憑」入職課程旨在為學員提供必要的知識、技能和能力，有效和專業地打擊香港的貪污問題。課程為期二十星期，包含十二個訓練單元，內容涵蓋國家、香港特區及海外反貪法制、廉署職能、反貪法例及執法程序、調查及搜証技巧、電腦鑑證、財務調查、槍械使用及體能訓練、防貪策略、反貪教育及宣傳等。
另外，入職執行處助理廉政主任職級的學員完成入職培訓十八個月後，需要接受為期四個星期的進階入職課程訓練，以持續加強反貪專業知識及調查技巧。在進階入職課程中，學員也需要通過一連串的實務工作考核，以確保他們能應付複雜的調查工作。

### 在職
人員亦會參與不同的持續訓練及進修課程，課程內容包括領導才能、談判技巧、督導管理、危機處理及決策、傳媒溝通技巧、指揮課程、公共事務知識、變革管理、管理策略、署內跨部門實習、借調其他香港政府部門培訓或者實習等。
此外，署方亦有安排人員參加其他在香港舉行的外間課程、研討會及會議，亦有派遣人員前往中國大陸及海外接受專業及管理培訓。

### 總調查主任指揮課程
自1970年代末，廉政公署開始舉辦總調查主任指揮課程，此課程至今已經發展成為在國際執法機構中極具聲望，且能夠提供國際視野的重要領袖及管理培訓課程。
於2009年11月27日，為第29期總調查主任指揮課程結業禮，除有來自香港本地多個政務和執法機構的人員外，亦有來自海外的多個反貪污、執法及其他相關機構的人員在內的共27名學員。
於該屆課程中，除7名香港廉政公署人員外，學員還包括3名來自中國山西省人民檢察院、廣東省人民檢察院人員和澳門廉政公署的代表。此外，美國財政部稅務局和不丹反貪污公署更是首次派員參加課程。
其他參加課程的海外高級官員，包括歐洲反欺詐辦公室、世界銀行、英國嚴重及有組織罪行調查局、新加坡貪污調查局、馬來西亞反貪污委員會、澳洲海關、澳大利亞聯邦警察、西澳洲反貪滅罪公署及印尼滅貪署。至於其他香港學員，有來自香港警務處、入境事務處、香港海關、懲教署、香港消防處和證券及期貨事務監察委員會。

## 裝備
廉政公署執行處是香港5支獲得授權擁有及使用槍械的部門之一，人員於入職時需要接受基本槍械訓練。
除了學習使用槍械，執行處槍械組人員需要接受武器使用的訓練，並且據情況配備胡椒噴霧及伸縮警棍，以應付日常的任務。迄今廉署人員未曾在行動期間開槍。
| 武器名稱                 | 類型       | 原產地         | 服役年份         | 參考資料 |
| ------------------------ | ---------- | -------------- | ---------------- | -------- |
| 史密斯威森軍警十型       | 左輪手槍   | 美国           | 成立至2005年年底 |          |
| 史密斯威森M13左輪手槍    | 左輪手槍   | 美国           | 成立至2005年年底 |          |
| 曲特點三八警探型左輪手槍 | 左輪手槍   | 美国           | 成立至2005年年底 |          |
| 白朗寧大威力Mark III     | 半自動手槍 | 比利时         | 已退役及撤裝     |          |
| SIG P228半自動手槍       | 半自動手槍 | 瑞士           | 現役             |          |
| 格洛克17                 | 半自動手槍 | 奥地利         | 現役             | [ 39 ]   |
| 格洛克19                 | 半自動手槍 | 奥地利         | 現役             | [ 39 ]   |
| CF98A                    | 半自動手槍 | 中华人民共和国 | 現役             |          |
| CS/LP5                   | 半自動手槍 | 中华人民共和国 | 現役             |          |

## 公眾聯繫

### 廉政之友
在1997年5月18日，廉政公署社區關係處成立了廉政之友（英語：ICAC Club），主要鼓勵香港市民透過積極參與倡廉活動，深入認識廉政公署的工作，並身體力行，協助推廣廉潔信息，共同維護一個廉潔公平、安定繁榮的社會。
廉政之友每年都分別在一月、五月及九月期間，定期出版《「廉政之友」資訊站》號刊，匯報活動詳情或宣傳廉署即將舉辦的活動，以保持與會員的聯繫。除派發給所有會員外，通訊亦會上載於廉政公署官方網站。

## 爭議

### 作風以及調查手法
由於廉政專員直接及僅向香港政府最高負責人負責，故此經常被質疑濫用職權。公眾及輿論時有批評廉政公署經常高調地作出拘捕，然而最終無證據證實該人士涉及貪污舞弊。
近年，廉政公署調查手法備受爭議，最為轟動的有林炳昌案件等。
爭議源於香港主權移交後，社會廉條潔風，故此對廉政公署造成了生存壓力，其作風及調查手法愈見越界，屢受非議。過去除了有人員因為教唆證人或者作出假口供而被判處入獄外，亦有人員被法官譴責嚴重冒犯法院及公眾良知。
2010年5月，上訴庭判處兩名涉嫌行賄房屋署官員的男子上訴得直，不但撤銷原審的定罪及刑罰，更頒令永久擱置聆訊，上訴庭狠批廉政公署偷錄案中被告與代表律師的保密對話，做法並非法治社會中執法機構應有的行為，直指廉政公署冒犯了法庭及公眾的良知。
立法會保安事務委員會委員張文光表示，廉政公署近年為急於求成令疑犯入罪，行事的確過火，破壞了司法程序的公義。
前廉政公署執行處副處長徐家傑表示，1980年代英國倫敦警察廳曾經爆出過連串的誘逼作供、「砌生豬肉」及濫用私刑等醜聞，部分資深警官出走到來香港加入廉政公署，播下調查案件時急功近利的種子。其中嚴重案件包括：
- 1999年，助理調查主任劉偉添在調查建築外牆工程時，被疑犯暗地裡錄音了一段前者誘使及威嚇他招認罪名的對話，證明了其於法院上的作供與事實不符。2002年10月，被警務處起訴為妨礙司法公正和發假誓，於2003年4月4日在區域法院被裁定罪名成立，被判入獄9個月，成為廉政公署成立以來首宗人員被判處入獄的案件。[43]
- 2009年，3名調查員在調查香港首宗「窩輪天王」造市案中，涉嫌教唆污點證人張青浩作供，證人暗中錄音了他們6次的會面對話，[44]並且於出席法庭接受審訊首天臨時拒絕作供，隨即被廉政公署剔除在特赦名單之上，並且控告其4項串謀詐騙罪，審理期間，張青浩的代表律師交出上述的錄音，並且示意申請終止聆訊（張青浩其後於2011年5月31日被裁定罪名成立，被判入獄25個月）[45]。錄音中紀錄了兩名疑犯著張青浩於作供時，訛稱在賽馬及澳門博彩時輸錢，從而解釋其犯罪得益的1,000萬港元去向；又教唆張青浩否認與廉政公署有秘密協議。錄音亦紀錄了兩名疑犯與張青浩在另外兩次會面時，向張青浩張重新提及案件中所涉的金額，又向張青浩播放證物錄影帶、其他證人的口供、又播放跟蹤隊拍攝的影片，教導張青浩辨認案中人士，更為張青浩於法院上的應對及盤問作準備，藉此提高其可信性。此外，其中兩名疑犯沒有將與張青浩的會面活動記錄在人員日誌中，刻意隱瞞有關會面[46]。2010年11月19日，警務處商業罪案調查科於廉政公署總部大樓拘捕上述3名疑犯，並且落案起訴之其於2009年調查窩輪天王吳鎮濤造市案時，涉嫌教唆污點證人張青浩作假證供，企圖妨礙司法公正。案件於2012年4月13日在區域法院裁決，總調查主任曹永年作假口供，故意撒謊自辯。總調查主任曹永年及高級調查主任陳啟鴻被裁定妨礙司法公正及公職人員行為失當罪名成立，助理調查主任歐劍鋒被裁定公職人員行為失當罪名成立[47]。其中總調查主任被裁定罪名成立，成為廉政公署成立以來最高級的人員。案件將於同月30日宣佈判決[48][49][50][51][52][53][54]，案中的總調查主任曹永年及高級調查主任陳啟鴻各被判處監禁30個月，助理調查主任歐劍鋒被判處監禁18個月[48][55][56]。
- 對於2012年4月因為於窩輪造市案中教唆污點證人，而被裁定罪名成立的3名調查人員事件，有退休調查人員坦言調查人員教唆證人作供事件並非新事，為「冰凍三尺，非一日之寒」，質疑廉政公署「密密實實」的傳統及文化。前廉政公署執行處副處長徐家傑直言，近10年聽聞過不少類似的案件，高層人員多會將之掩蓋。他認為廉政公署的文化存有問題，過於封閉，仍然停留於1970年代的密實氣氛，高層人員面對公眾及傳媒的機會不多，又認為監察廉政公署的人員為門外漢，未能夠作有效監察檢討[57]。

### 超规格宴請中國大陸官員
2013年4月，審計署報告揭發湯顯明在任期間的廉政公署，以「分拆帳單」及改作「宣傳費用」入賬手法，支持2010年11月初以及12月初的兩「超標」晚宴，宴請中國大陸官員代表團魏宏、曹建明等，「走精面」（走捷径）繞過申領酬酢開支規管指引。

### 李寶蘭被免職
2016年7月7日，廉政專員白韞六因為李寶蘭的「差劣表現（Poor performance）」停止署任李寶蘭為執行處首長，由時任執行處處長（私營機構）的丘樹春出任執行處首長。
李寶蘭其後提出提早解除合約，自行離職，被指李寶蘭「愛將」的執行處首席調查主任高迪龍亦隨後在11日辭職。事件引起大批廉署人員不滿、令士氣低落，並杯葛當時周年晚宴。
有立法會議員質疑事件另有內情。立法會議員梁家傑表示，事件「非政治干預莫屬」、何俊仁和涂謹申則質疑李寶蘭被停止署任與她調查特首梁振英涉嫌收取澳洲企業款項的案件有關。白韞六則指梁振英無給意見、無參與決定，並以涉及個人私隱為由未有交代為何認為李寶蘭工作表現不達要求、是否曾犯錯等。
前副廉政專員及執行處首長李銘澤表示，事件「耐人尋味」。他指根據1994年廉政公署權責檢討委員會報告書，列明只要是處長級以上的委任（首長級第三級D3或以上），都要先諮詢港督、即現時特首的意見。
白韞六只是將「知會」梁振英而後者沒有表示意見是「沒有依法辦事」。梁振英則在7月14日的立法會答問大會中強調「特首不可能干預廉署工作」，又指「行政方便」的署任不需特首批准。

### 被指聽命政府作政治檢控
2020年12月28日，廉署上門拘捕身為前廉政公署調查主任、前立法會議員以及元朗721襲擊事件受襲者的林卓廷，指林涉嫌於網上披露元朗721襲擊事件受查人資料，並會即日提堂。

林當時開直播，並向拘捕他的廉署人員指出：
「你我都在學堂出身，清楚知道條例，今時今日廉署這樣演繹，純粹是政治理由。今日對我拘捕，明顯係廉署淪落，進一步印證香港淪落。」
另一名前議員譚文豪也表示，當日為打擊警隊貪污歪風而成立的廉署，今日要聽命政府對異見者作政治檢控很是諷刺。
網上輿論方面，有網民指出當日警察未有即時派員遏止白衣人士向市民施襲，事後廉署雖成立專責小組跟進，但並無積極調查，至今仍未拘捕任何警務人員，而林作為當次事件受害者之一反被拘捕，遂使廉署的行徑顯得荒謬。
亦有網民指出警員於記者的直播鏡頭展示記者身份證，廉署卻未對警員作出調查執法，有欠公平，也有網民更調侃「原來廉署還未結業」，只是角色和功能已不如前。

## 軼事

### 廉記咖啡

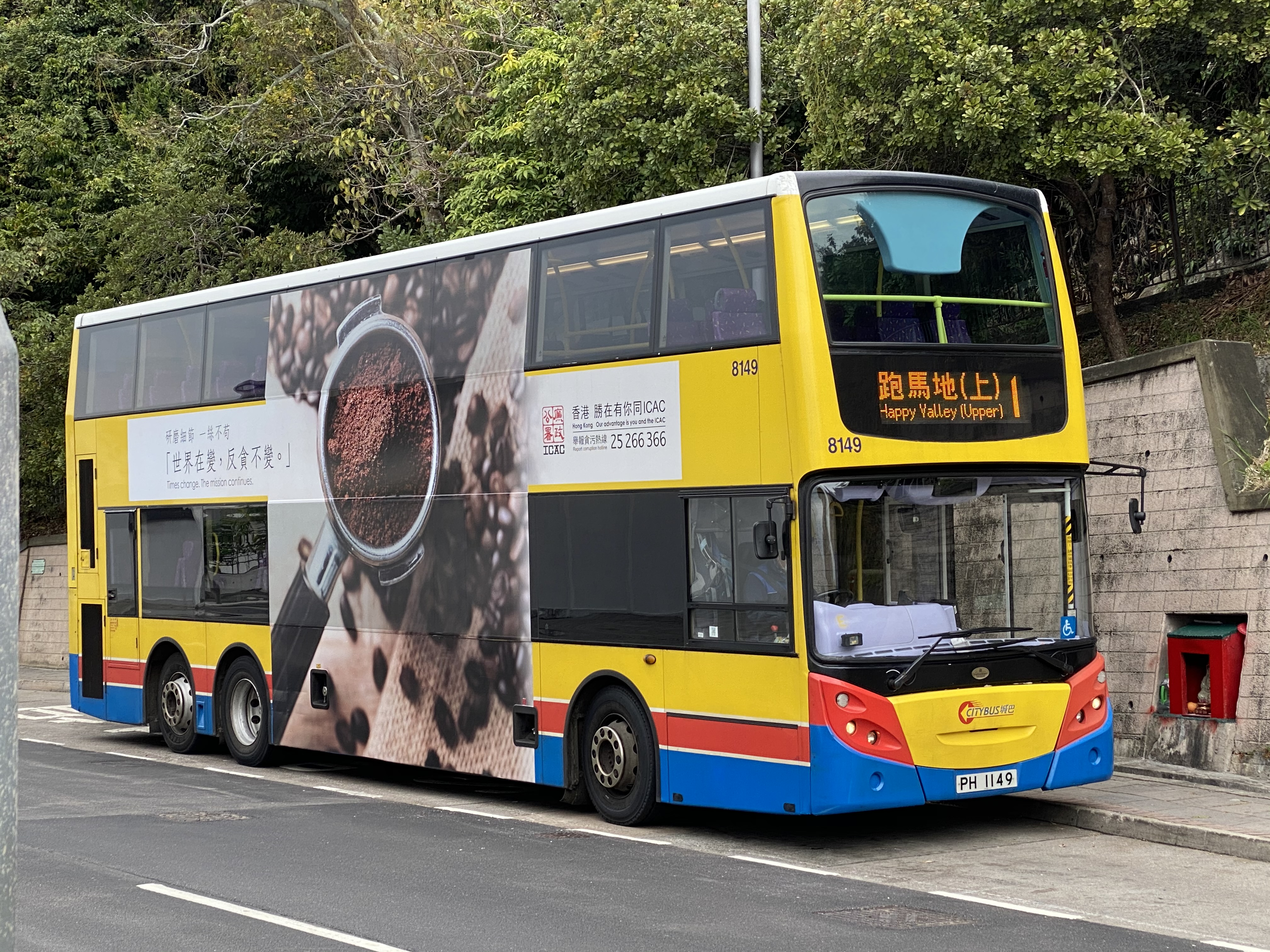
廉政公署的巴士車身廣告以咖啡為主題

「廉記咖啡」泛指由廉政公署調查人員免費提供予疑犯的咖啡，意指某人被廉政公署調查。例如「廉記請飲咖啡」，意指廉政公署對其調查。另外，在廉政公署售賣的咖啡亦因而同樣被稱為「廉記咖啡」，於1970年代售價為1元1角港元，於2014年則為9港元，於2019年則為12港元。
事緣於殖民地時期，廉政公署於成立不久時，從英國與加拿大引進了一批資深警務人員，由於文化關係，還有希望被詢問者「提神」，他們在訪問證人或與嫌疑人談話前，都會問他們「是否想喝杯咖啡？」（Would you care for a cup of coffee?或Would you like some coffee?）。久而久之，「廉記咖啡」一詞成為了接受廉政公署調查的代名詞。
在上環永和街有一間冰室以「廉記咖啡」為噱頭，在餐牌上寫明售賣「廉記咖啡」，其公司標誌與廉政公署徽章如出一轍。

### 雪糕佬
「雪糕佬」是香港人對廉政公署男性人員的俗語稱呼，同時可以指向販賣雪糕的雪糕車車主。
此稱呼本無貶義成分，從前一般用於草根階層，但予人比較粗俗的感覺，一般只出現於口語、網絡或者香港報章中。
尤其在香港主權移交前，廉政公署職員在盤問疑犯時，習慣將問話房（現時的錄影會面室，俗稱雪房）內的空氣調節調至最低，近乎冻僵，使到疑犯感覺處於雪櫃內，情況尤同冷凍成為了雪糕，故此廉政公署人員被稱以雪糕佬。

## 相关作品

### 小說
- 《13·67》〈Borrowed Place〉2014年

### 動畫
廉政公署與香港城市大學創意媒體學院合作製作了一系列推廣廉潔的 立體動畫卡通片系列「神探智多多」，以智多多為主角，向兒童及青少年宣揚誠實、公平、正義及守法等正確價值觀，闡述廉潔的重要性。

### 電視劇
為推廣廉潔的風氣及增加公眾對廉政公署的認識，廉政公署自1975年起先後聯同本地電影公司、香港電台電視部及無綫電視製作了多套單元劇及電視劇，首套電視劇為於1975年製作的《靜默的革命》、其後有1981年的《廉政先鋒》；近年的電視劇包括《廉政行動1992》、《廉政行動1994》、《廉政行動1996》、《廉政行動1998》、《廉政追擊》、《廉政行動2004》、《廉政行動2007》、《廉政行動2009》、《廉政行動2011》、《廉政行動2014》、《廉政行動2016》、《廉政行動2019》、《廉政行動2022》及《廉政行動2024》，劇集內容皆由真實事件改編。
無綫電視亦自行製作以廉政公署為題材之原創電視劇，計有《廉政英雌》、《廉政行動組》、《廉政追緝令》及《廉政狙擊》等。

### 電影
- 《廉政第一擊》（台譯：絕不低頭，1993年）
- 《五虎將之決裂》（1991年）
- 《五億探長雷洛傳II之父子情仇》（1991年）
- 《O記三合會檔案》（1999年）
- 《金錢帝國》（2009年）
- 《寒戰》（2012年）
- 《寒戰II》（2016年）
- 反貪風暴系列電影
  - （2014年）
  - （2016年）
  - （2018年）
  - （2019年）
  - （2021年）
- 《追龍》（2017年）
- 《廉政風雲 煙幕》（2019年）
- 《金錢帝國：追虎擒龍》（2021年）
- 《追龍番外篇之龍爭虎鬥》（中國網絡電影，2023年）
- 《風再起時》（2023年）
- 《毒舌大狀》（2023年）
- 《金手指》（2023年）
- 《焚城》（2024年）

### 其他
- 《廉署簡訊》：-1979-1980年
- 《正路》：-1982年
- 《金錢以外》：-1983-1989年
- 《豐盛人生》：與無綫電視聯合製作。-1986-1989年
- 《廉政透视》： 香港電台（亚洲電视) 介绍廉政公署的工作，程序和工作流程，權力等由陈启泰主持。-2006年
- 《廉政四十年》：香港電台電視節目《鏗鏘集》-2014年2月9日
- 《廉政革命35》：香港電台製作特備節目。
- 《廉政公署》：中國新華電視控股有限公司和香港城市大學媒體及傳播系聯合攝製。作為紀念四十周年特輯。於2014年2月14至17日17:30於CNC中文台（香港為NOW TV 369頻道）首播。由資深傳媒人，鳳凰衛視時事評論員呂寧思主持。另加章穎智解說。廣東話版本由鄭子誠配音。英語版由BEN PELLETIER配音。
- 《【“到廉署喝咖啡” ——麥理浩】》：香港衛視 香港故事 。“到廉署喝咖啡” 令貪腐分子聞之喪膽，“香港，勝在有ICAC” 成爲社會榮耀。從金錢帝國到廉潔社會，麥理浩從零打造“廉政公署”。-2018年1月12日
- 《【「追龍」警匪勾結現實寫照——五億探長雷洛】》：香港衛視 香港故事 。他構建香港警匪勾結的架構，權傾一時，收錢無數，號稱五億探長；廉署來襲，終結舊時代，海外通緝34年，一代枭雄終是隱姓埋名，客死異鄉。-2018年1月15日
- 《職場特工》: ViuTV節目以輕鬆跳脫的手法拍攝，透過四位藝人在廉署「實習」的親身體驗及跟廉署人員學習過程中的互動，呈現廉署多元化的肅貪倡廉工作和專業的反貪團隊，令觀眾更具體看到廉署最真實的一面，提升對廉署的認同與信任。-2017年12月16日到2018年2月16日( 第一集到第六集）

## 外部連結
- 廉政公署 （页面存档备份，存于） 官方网站
- 廉政公署的Facebook專頁
- 廉政公署的Instagram帳戶